# Узунколь (Астраханський район)
Узунко́ль (каз. Ұзынкөл) — село у складі Астраханського району Акмолинської області Казахстану. Адміністративний центр Узункольського сільського округу.
Населення — 291 особа (2021; 451 у 2009, 621 у 1999, 1060 у 1989).
Національний склад станом на 1989 рік:
- казахи — 41 %;
- росіяни — 29 %.